# Lauchhammer-Mitte

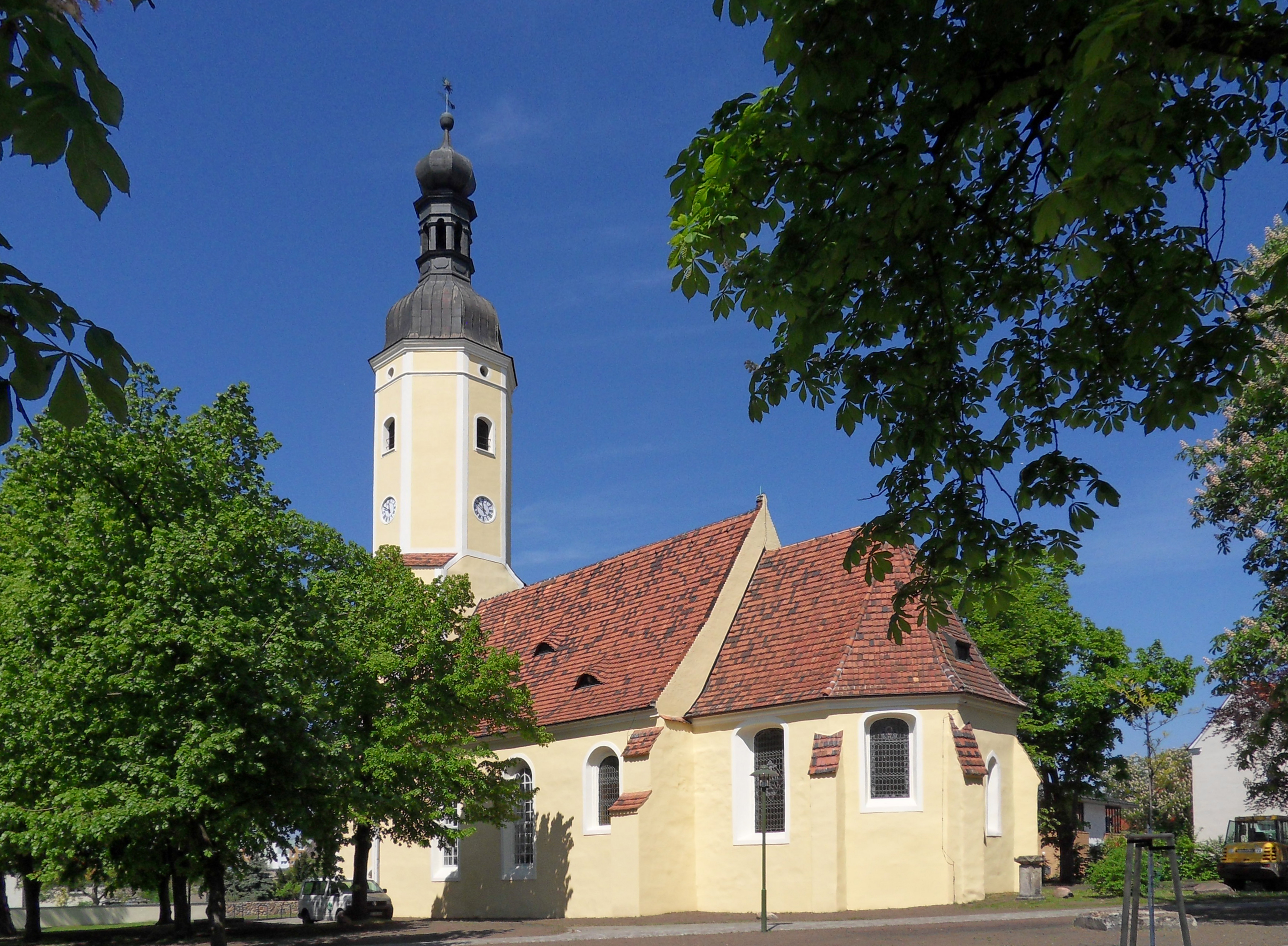
Nikolaikirche

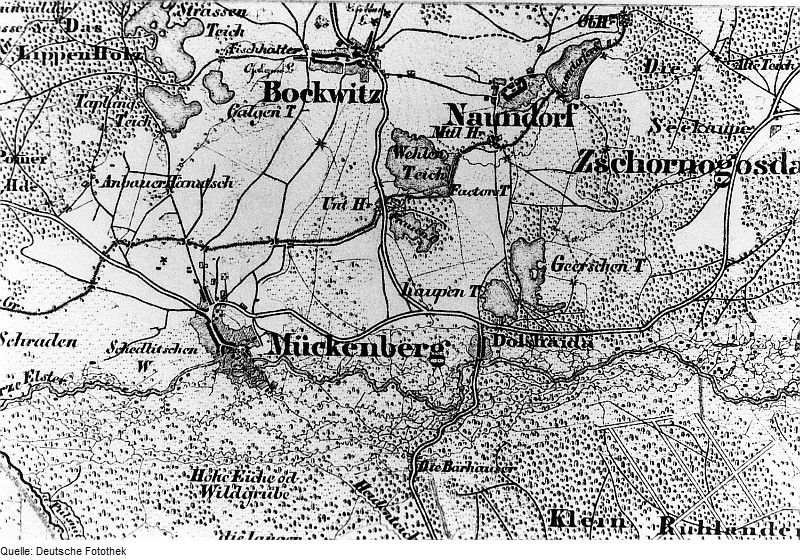
Bockwitz auf einer topografischen Karte von 1847

Bockwitz auf einer geschichtlichen Karte des Kreises Liebenwerda (1910).

Lauchhammer-Mitte (ehemals Bockwitz, sorbisch Bukowc) ist ein Stadtteil der Stadt Lauchhammer im südbrandenburgischen Landkreis Oberspreewald-Lausitz.

## Geschichte
Urkundlich erwähnt wurde der Ort erstmals 1267 in einer Urkunde des Klosters Dobrilugk als „Buckuwitz“.
Als wendischer Rundling angelegt, erstreckte sich das Dorf im Westen des Ortsteils ungefähr bis zum mittelalterlichen Steinkreuz, im Osten bis zum Ende des heutigen Dietrich-Heßmer-Platzes.
Der Ort verdankt vermutlich seinen Namen dem sorbischen „buk“ (Rotbuche) und ist als „Buchenort“ zu deuten. Bockwitz wurde 1950 in Lauchhammer-Mitte umbenannt.
Im Jahr 1418 gehörte Bockwitz zur Herrschaft Mückenberg (Lauchhammer-West), dessen Gebiet auch als „Mückenberger Ländchen“ bekannt ist. 1440 war das Dorf Leibgedinge der Margarethe von Köckritz und 1491 wurde Alisch von Köckritz als in Bockwitz ansässig bezeichnet. Sie gehörten zum Adelsgeschlecht der Köckritze, dem es zu jener Zeit gelang, im Übergangsland zwischen der Mark Meißen und der Niederlausitz ein Herrschaftsgebiet mit zahlreichen Besitztümern aufzubauen.
Im 16. Jahrhundert war die Bockwitzer Einwohnerschaft noch sorbischsprachig, das beweist eine fürstliche Verordnung vom 15. Juli 1557, welche die Bockwitzer Kirche unter die Oberhoheit des Senftenberger Pfarrers stellte, da dieser im Gegensatz zum Superintendenten in Großenhain Sorbisch sprach.
Erste Braunkohlevorkommen in der Umgebung von Bockwitz wurden Ende des 18. Jahrhunderts entdeckt. So wurde 1789 auf dem Bockwitzer Butterberg erstmals ein Braunkohlenflöz erbohrt. Um 1870 existierten 22 Braunkohlegruben. 1898 wurde in der Brikettfabrik „Milly“ in Bockwitz das erste Brikett gepresst. Mit der Eröffnung weiterer Braunkohlegruben nahm das Dorf in der Folgezeit ständig an Einwohnern und Größe zu, so dass die Bevölkerungszahl 1946 mit 6782 Einwohnern fast das Fünffache von 1875 (1406 Einwohner) erreichte.
Im Jahr 1950 erfolgte der Zusammenschluss der Orte Mückenberg, Lauchhammer, Bockwitz und Dolsthaida zur Großgemeinde Lauchhammer, welche kurze Zeit später 1953 das Stadtrecht erhielt. Im Jahr 1952 kamen Bockwitz und die anderen Orte der Großgemeinde an den neugeschaffenen Kreis Senftenberg.
Im Zusammenhang mit dem Bau der Braunkohlenkokerei Lauchhammer-West entstanden in Lauchhammer-Mitte weitere Wohngebiete, so dass die Bevölkerung im Stadtteil im Jahr 2007 etwa 8000 Einwohner betrug.

### Einwohnerentwicklung
| 1875 | 1406 |  | 1933 | 4630 |
| 1890 | 1748 |  | 1939 | 5308 |
| 1910 | 2927 |  | 1946 | 6782 |
| 1925 | 3858 |  | 2007 | 8001 |

## Religion
Die Nikolaikirche gehört zum Kirchenkreis Bad Liebenwerda der Evangelischen Kirche in Mitteldeutschland.
Die römisch-katholische Christus-König-Kirche ist Sitz der Pfarrei St. Hedwig in der Pastoralregion Elbe-Elster des Bistums Magdeburg.

## Kultur und Sehenswürdigkeiten

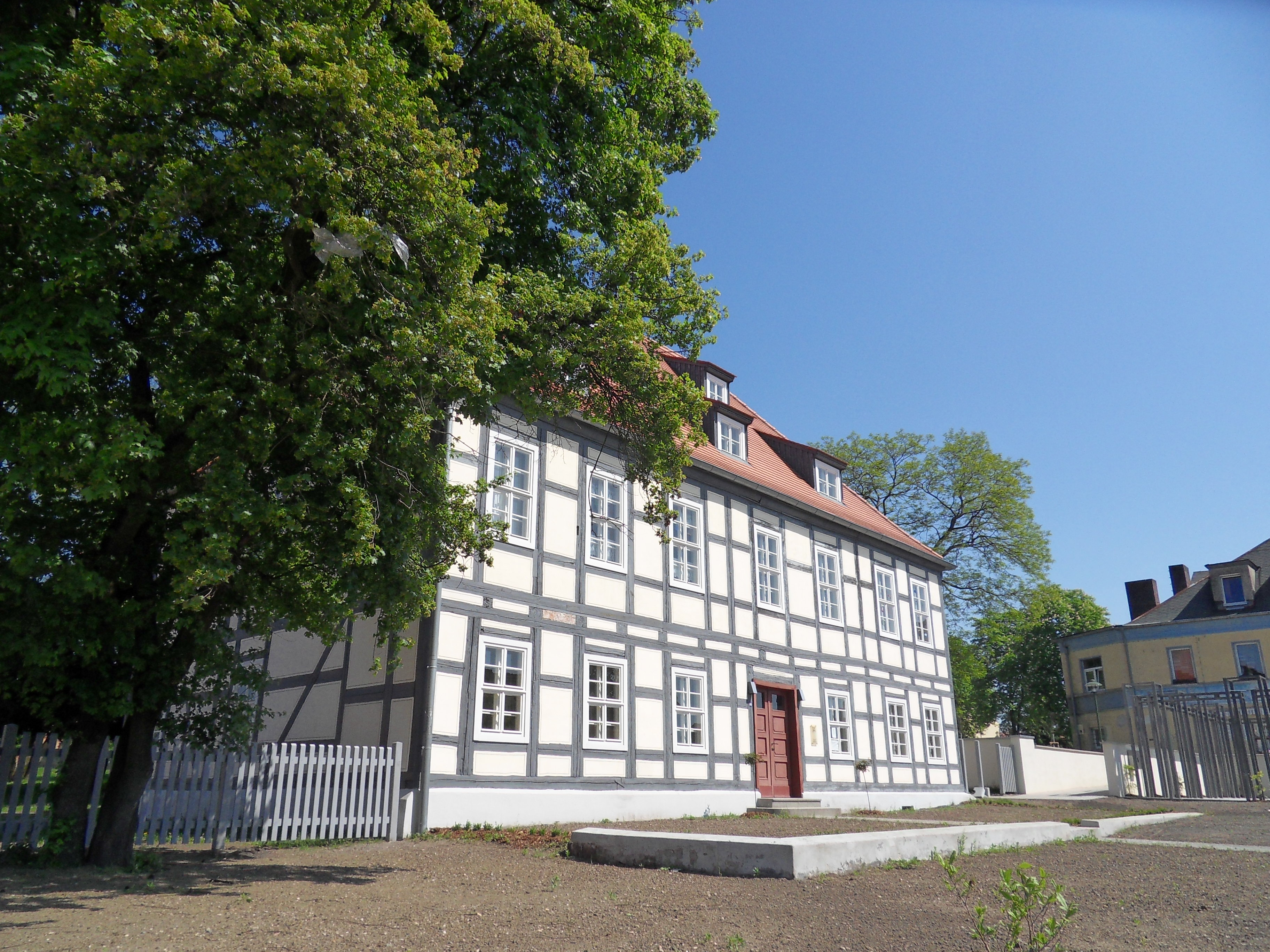
Pfarrhaus an der Nikolaikirche

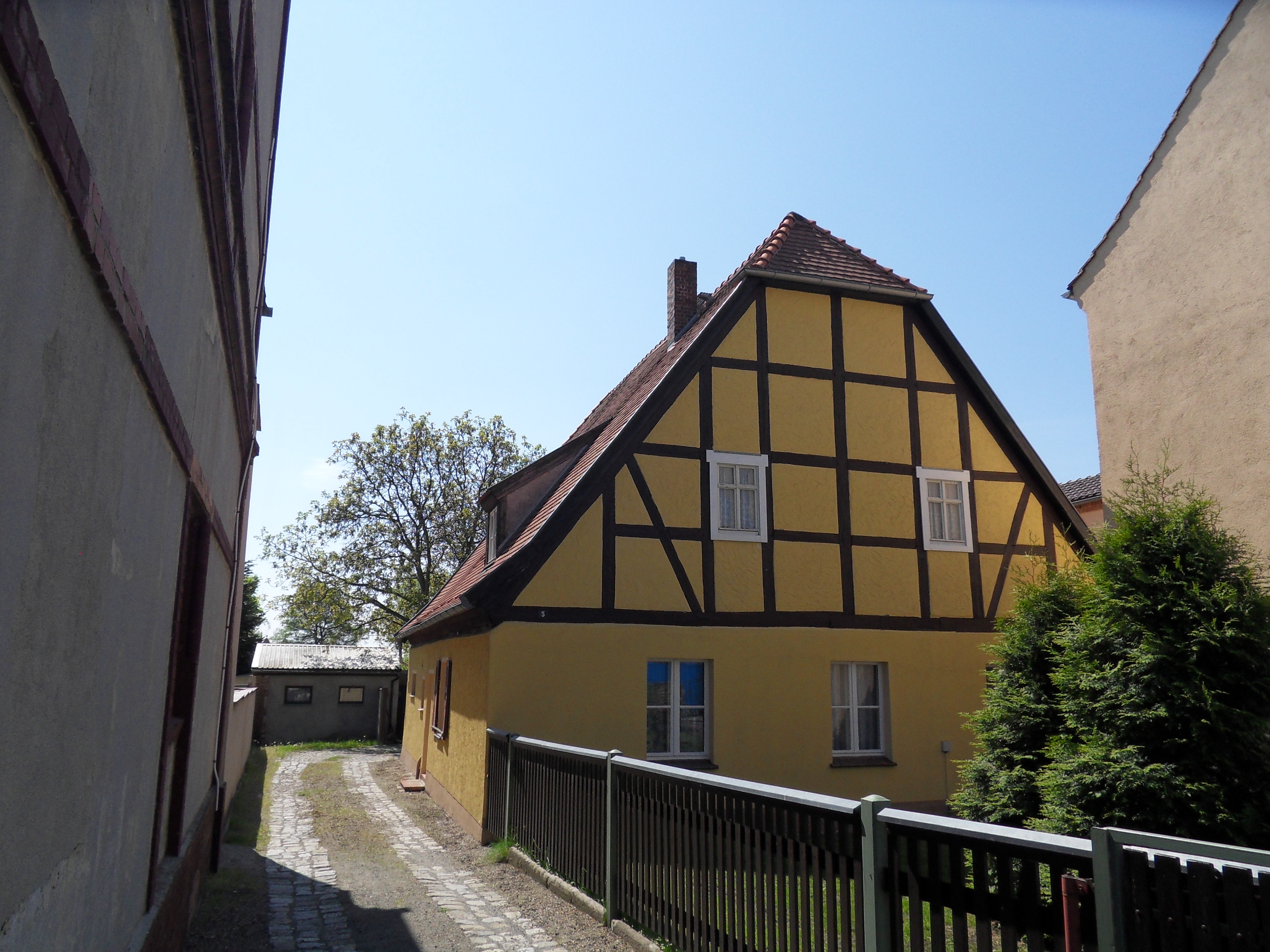
Ehemalige Schäferei

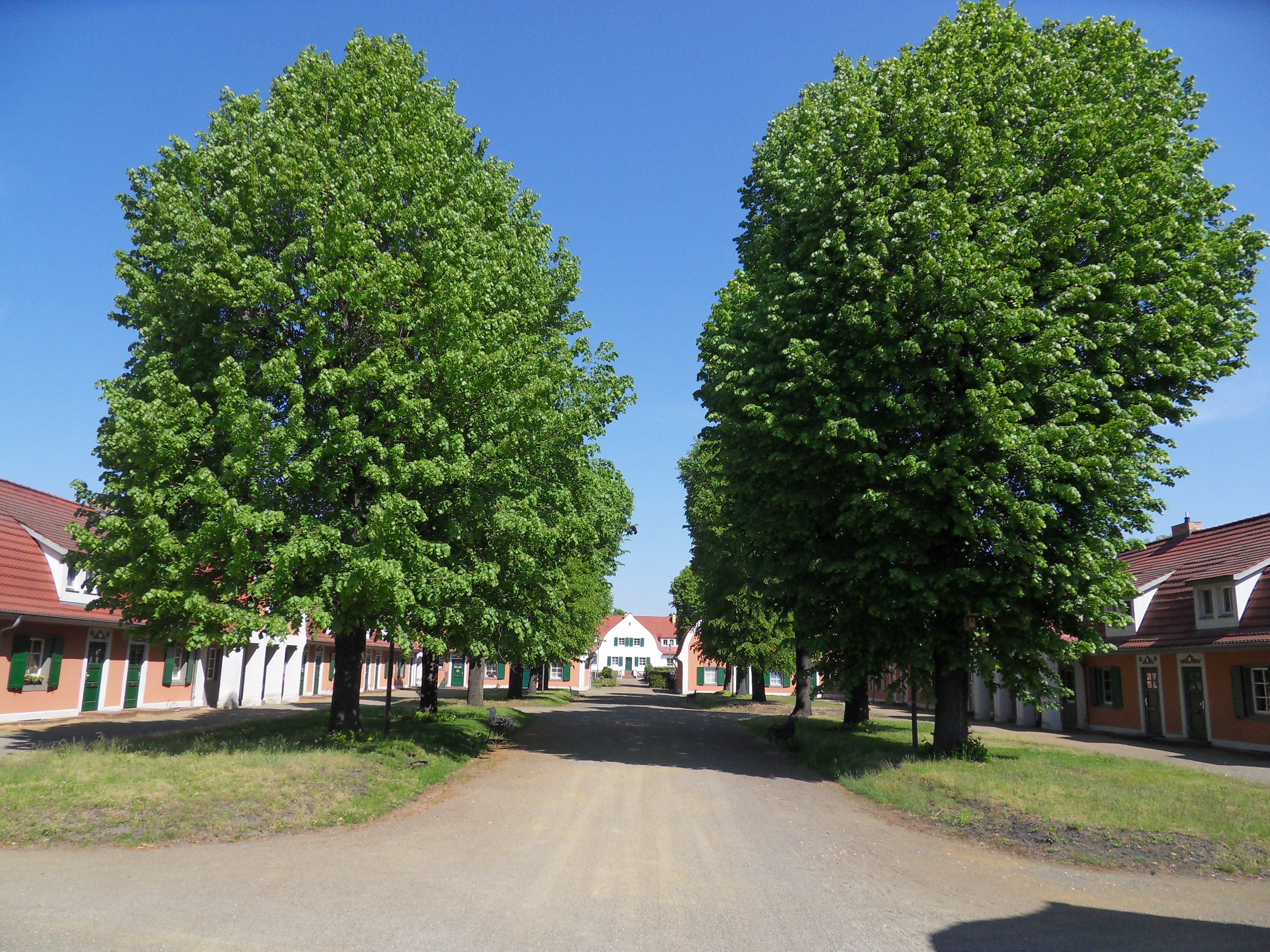
Grundhof

Der Kern der Nikolaikirche stammt aus dem 15. Jahrhundert. Im Laufe der Jahrhunderte wurde die Kirche mehrmals umgebaut. Der Turmbaue wurde 1720 abgeschlossen. Ein begehbarer Gruftanbau für Freifrau Benedicta Margaretha von Löwendal, ihren Ehemann Freiherr Woldemar von Löwendal und deren vier, frühzeitig verstorbene Kinder befindet sich an der Nordseite der Kirche.
In unmittelbarer Nähe der Kirche befindet sich der zweigeschossige Fachwerkbau des alten Pfarrhauses mit einem Walmdach aus dem Jahr 1733. Der Fachwerkbau der alten herrschaftlichen Schäferei, deren Schäfereibetrieb noch bis 1873 geführt wurde, befindet sich in unmittelbarer Nähe der Volksbank und am westlichen Ortsrand ist ein mittelalterliches Steinkreuz zu finden.
Das Denkmal der Germania wurde ursprünglich 1896 auf dem Marktplatz in Lauchhammer-Mitte aufgestellt und 1946 zerstört. Ein Nachguss aus dem Jahr 1996 befindet sich seit 2000 wieder am alten Standort.
Westlich der Ortslage Lauchhammer-Mitte erstreckt sich die unter Denkmalschutz stehende Arbeiterkolonie „Grundhof“, welche nach der Wende restauriert wurde.

## Persönlichkeiten
- Johann Christoph Hasse (1777–1840), Apotheker.
- Traugott Leberecht Hasse (1775–1853), Bergbeamter und Schriftsteller.
- Wilhelm Oberhaus (1901–1942). Nach dem im Konzentrationslager Dachau ums Leben gekommenen katholischen Priester, welcher ab 1938 im einstigen Bockwitz wirkte, wurde am 8. Mai 1987 die Wilhelm-Oberhaus-Straße benannt.[11]
- Ekkehard Zeidler (* 1939), Fußballspieler und -trainer.